# Rudolf Hermann
Rudolf Hermann fue un deportista checoslovaco que compitió en luge en las modalidades individual y dobe. Ganó tres medallas en el Campeonato Europeo de Luge entre los años 1934 y 1939.

## Palmarés internacional
| Campeonato Europeo | Campeonato Europeo     | Campeonato Europeo | Campeonato Europeo |
| Año                | Lugar                  | Medalla            | Prueba             |
| ------------------ | ---------------------- | ------------------ | ------------------ |
| 1934               | Ilmenau (Alemania)     | Medalla de plata   | Doble              |
| 1938               | Salzburg (Austria)     | Medalla de bronce  | Individual         |
| 1939               | Reichenberg (Alemania) | Medalla de bronce  | Doble              |